# Underground Development
Underground Development, Ltd. (ранее Z-Axis, Ltd.) — американская компания по разработке видеоигр, расположенная в Фостер-Сити, штат Калифорния. Компания была основана в 1994 году Дэвидом Лунцем и продана Activision в мае 2002 года. В феврале 2008 года компания была переименована в Underground Development, а в феврале 2010 года закрыта.

## История
Z-Axis была основана Дэвидом Лунцем в 1994 году. Первоначально она располагалась в Сан-Матео, штат Калифорния. 22 мая 2002 года компания Activision объявила о приобретении Z-Axis в обмен на выплату 20,5 миллионов долларов США наличными и акциями, а также 93 446 дополнительных акций Activision в зависимости от показателей эффективности студии. В то время студия находилась в Хейварде, штат Калифорния. В феврале 2008 года Z-Axis была переименована в Underground Development.
В апреле 2008 года Activision сообщила, что в конце мая они закрывают Underground Development, в офисе которой в то время работало менее 45 сотрудников в Фостер-Сити, штат Калифорния. Студия была полностью закрыта 12 февраля 2010 года.

## Игры, разработанные как Z-Axis
| Год  | Название                                 | Платформа                                                 |
| ---- | ---------------------------------------- | --------------------------------------------------------- |
| 1996 | Madden NFL '96                           | Sega Genesis                                              |
| 1998 | Fox Sports College Hoops '99             | Nintendo 64                                               |
| 1999 | Alexi Lalas International Soccer         | PlayStation, Microsoft Windows, Game Boy Color            |
| 1999 | Space Invaders                           | PlayStation, Microsoft Windows, Nintendo 64               |
| 1999 | Thrasher Presents Skate and Destroy      | PlayStation                                               |
| 2000 | Freestyle Motocross: McGrath vs Pastrana | PlayStation                                               |
| 2000 | Dave Mirra Freestyle BMX                 | PlayStation, Game Boy Color, Dreamcast, Microsoft Windows |
| 2001 | Dave Mirra Freestyle BMX: Maximum Remix  | PlayStation                                               |
| 2001 | Dave Mirra Freestyle BMX 2               | PlayStation 2, GameCube, Game Boy Advance, Xbox           |
| 2002 | Aggressive Inline                        | PlayStation 2, GameCube, Game Boy Advance, Xbox           |
| 2002 | BMX XXX                                  | PlayStation 2, GameCube, Xbox                             |
| 2006 | X-Men: The Official Game                 | PlayStation 2, Xbox, Xbox 360                             |

## Игры, разработанные как Underground Development
| Год     | Название                      | Платформа                                   |
| ------- | ----------------------------- | ------------------------------------------- |
| 2009    | Guitar Hero: Van Halen        | PlayStation 2, PlayStation 3, Wii, Xbox 360 |
| Отменён | Call of Duty: Devil’s Brigade | Xbox 360                                    |